# سام عدوسی
سام عدوسی (انگلیسی: Sam Adewusi؛ زادهٔ ۲۶ دسامبر ۱۹۹۹) بازیکن فوتبال است.
از باشگاه‌هایی که در آن بازی کرده‌است می‌توان به باشگاه فوتبال کارلایل یونایتد اشاره کرد.